# 10,000 Maniacs
10,000 Maniacs est un groupe américain de rock alternatif. Il est formé en 1981 et actif depuis avec divers changements de personnel. Son membre le plus connu est sans doute Natalie Merchant, qui a quitté le groupe en 1993 afin de poursuivre une carrière solo.

## Biographie

### 1981–1990
Le groupe est fondé sous le nom Still Life à Jamestown, dans l'État de New York, par Steven Gustafson (23 ans à l'époque, basse), Dennis Drew (23 ans, claviers), Robert Buck (22 ans, guitare), Terry Newhouse (chant) et Chet Cardinale (batterie). Gustafson invite Merchant, alors âgée de seulement 17 ans, au chant. John Lombardo (28 ans), guitariste de The Mills, une autre formation locale, rejoint le groupe. Avec les départs de Newhouse et de Cardinale, en juillet 1981, Merchant devient seule vocaliste. Plusieurs batteurs vont et viennent ; le groupe se rebaptise Burn Victims, puis 10,000 Maniacs, d'après un film d'horreur à petit budget, Two Thousand Maniacs.
10,000 Maniacs se produit pour la première fois le 7 septembre 1981, avec un line-up constitué de Merchant, Lombardo, Buck, Gustafson, Drew et Tim Edborg (batterie). Edborg quitte le groupe et est remplacé par Bob « Bob-O-Matic » Wachter pour le restant des concerts de l'année. Lassé de jouer des reprises, le groupe commence à écrire et composer, Merchant s'occupant des paroles et Lombardo de la musique. En février-mars 1982, avec Jim Foti à la batterie, le groupe enregistre un premier EP intitulé Human Conflict Number Five, d'inspiration pop, reggae, mais aussi country, et tourne le reste de l'année 1982.
Au début 1983, Jerry Augustyniak (26 ans) rejoint le groupe à la batterie. De mars à juillet, les Maniacs enregistrent en vue de la parution de Secrets Of The I Ching, leur premier album, sur un label fondé pour l'occasion, Christian Burial Music. Le disque est bien accueilli par la critique et parvient aux oreilles de John Peel, DJ à la BBC à Londres, qui contribuera à faire du titre "My Mother The War" un succès mineur en Grande-Bretagne, où il rentrera dans les charts indépendants.
10,000 Maniacs est signé chez Elektra en 1985 et enregistre un deuxième album, The Wishing Chair, à Londres, avec Joe Boyd à la production.
Lombardo quitte le groupe le 14 juillet 1986, tandis que les cinq membres restant entament l'enregistrement d'un nouvel album à Los Angeles, cette fois avec Peter Asher à la production. In My Tribe, plus orienté pop rock, sort le 7 juillet 1987 : c'est un succès commercial aux États-Unis, comme son successeur Blind Man's Zoo en 1989. En 1990, avec l'aide de Lombardo, les deux premiers disques, Human Conflict et …I-Ching, sont remasterisés et publiés sous forme d'une compilation intitulée Hope Chest. Lombardo et la chanteuse Mary Ramsey, qui ont formé un groupe folk nommé John & Mary, font la première partie des concerts des 10,000 Maniacs.

### 1991–2001
En 1991, pendant l'enregistrement du nouvel album, Merchant informe les autres membres du groupe de son intention de quitter celui-ci deux ans plus tard pour une carrière solo. L'année 1992 voit la sortie de Our Time In Eden. L'enregistrement d'un concert pour l'émission MTV Unplugged, en avril 1993, sera la dernière apparition de Natalie Merchant avec les 10,000 Maniacs (elle quitte officiellement le groupe le 5 août) et donnera lieu à la sortie d'un album du même nom. Les membres restants intègrent John Lombardo et Mary Ramsey, cette dernière remplaçant Merchant au chant. Deux albums suivront encore (Love Among The Ruins en 1997 et The Earth Pressed Flat en 1999).
Le 19 décembre 2000, Robert Buck décède d'une insuffisance rénale à l'âge de 42 ans, un mois après un concert à Buffalo, État de New York. À l'exception d'un concert de charité fin 2001, le groupe est mis en suspens jusqu'en 2003, où Gustafson, Drew et Augustyniak forment un nouveau line-up avec Jeff Erikson à la guitare et Oskar Saville de Rubygrass au chant, pour quelques concerts.
En 2004, Elektra publie Campfire Songs: The Popular, Obscure and Unknown Recordings, une compilation retrospective en deux CD comprenant 31 morceaux remasterisés, dont quatre démos et un inédit.

### Depuis 2008

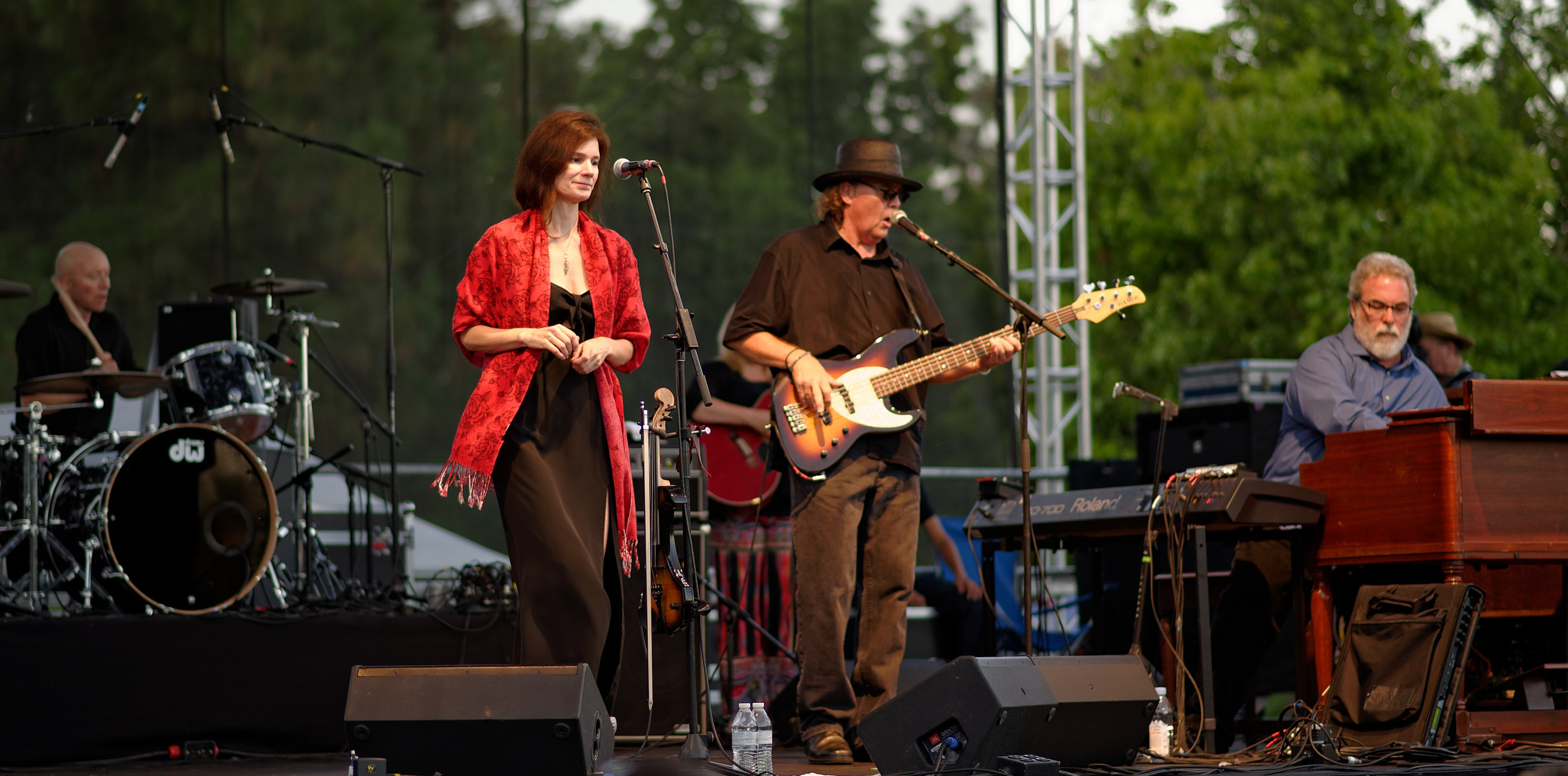
10,000 Maniacs au Pittsford Park in Lake Forest en 2015.

La version actuelle des 10,000 Maniacs (Augustyniak, Drew, Erickson, Gustafson et Ramsey) reste active et joue aux États-Unis, particulièrement sur la côte Est. En juin 2011, le groupe sort l'EP Triangles sur leur propre label, Ruby Wristwatch Records. Ils célèbrent leur 30e anniversaires avec des concerts à guichet fermé au Scharmann Theater sur le campus du Jamestown Community College. L'ancien batteur Robert Wachter meurt le 26 mars 2013, à 49 ans, après un combat contre la maladie,.
Twice Told Tales, un album de reprises de morceaux traditionnels britanniques, est publiée le 28 avril 2015, sur Cleopatra Records. Le membre fondateur John Lombardo revient à la réalisation créative.

## Discographie

### Albums studio
- 1982 : Human Conflict Number Five
- 1983 : Secrets of the I Ching
- 1985 : The Wishing Chair
- 1987 : In My Tribe
- 1989 : Blind Man's Zoo
- 1992 : Our Time in Eden
- 1997 : Love Among the Ruins
- 1999 : The Earth Pressed Flat
- 2013 : Music From the Motion Picture
- 2015 : Twice Told Tales

### Compilations
- 1990 : Hope Chest: The Fredonia Recordings 1982-1983
- 1993 : MTV Unplugged
- 2004 : Campfire Songs: The Popular, Obscure and Unknown Recordings
- 2016 : Playing Favorites

## Dans laculture populaire
- En 1997, le groupe apparaît à la fin du 7e épisode de la 2de saison (Surprise partie) de la série télévisée américaine Sabrina, l'apprentie sorcière. Il y interprète le titre Rainy day, issu de leur album Love Among the Ruins, durant une fête pour Halloween.